# Abałakow

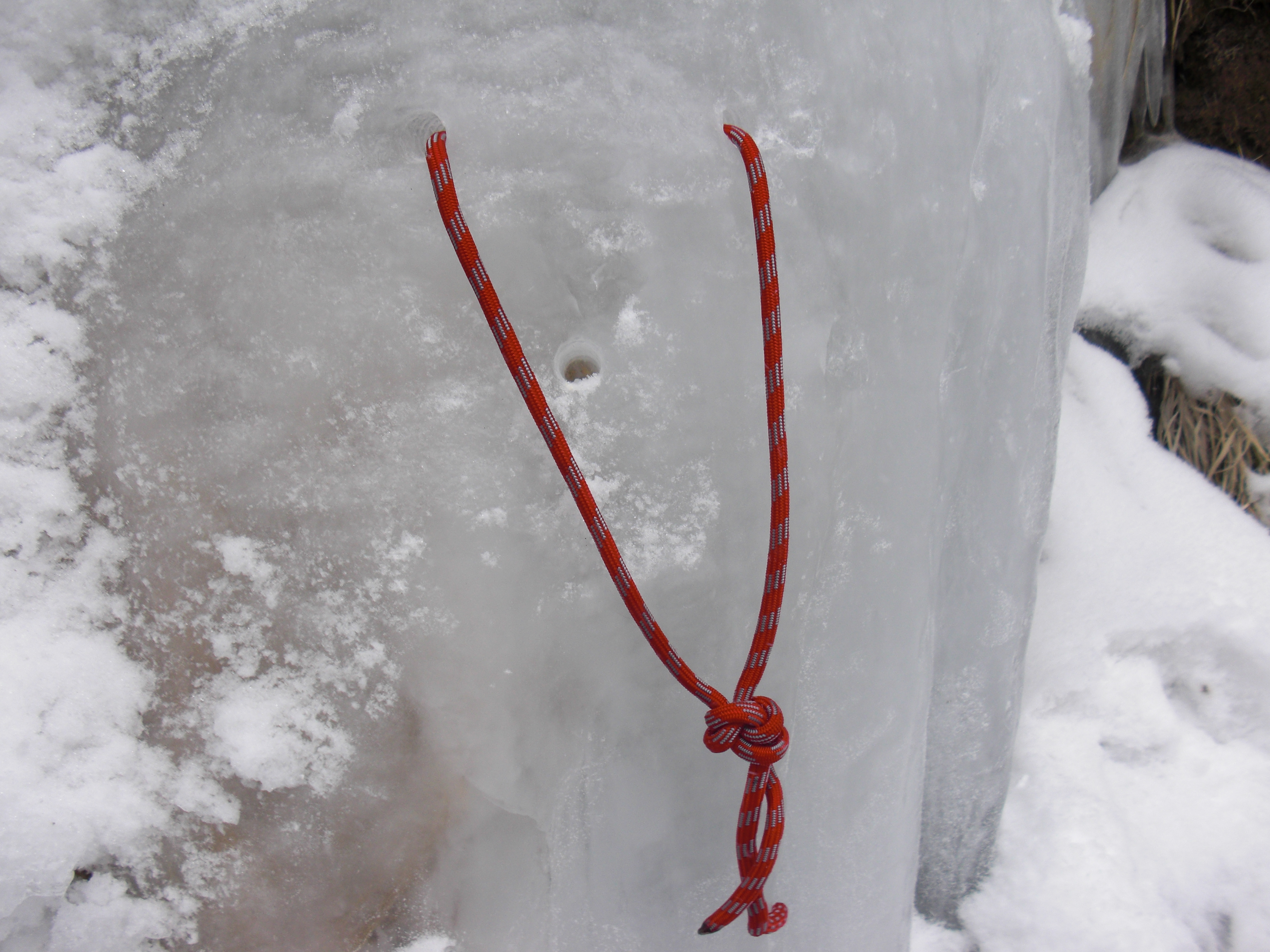
Abałakow

Abałakow – rodzaj punktu asekuracyjnego stosowanego we wspinaczce lodowej i w alpinizmie, wynaleziony przez Rosjanina Witalija Abałakowa w latach 30. XX wieku. 
Abałakow powstaje poprzez wydrążenie w lodzie, pod kątem do powierzchni – za pomocą śruby lodowej – dwóch otworów, każdy o długości około 20 centymetrów, w taki sposób, że łączą się one tworząc tunel w kształcie litery V. Przez tunel przewleka się repsznur (lub taśmę) i zawiązuje pętlę. Abałakow wykorzystywany jest między innymi do tworzenia stanowisk zjazdowych, co pozwala oszczędzić sprzęt.